# Ambia damescalis
Ambia damescalis là một loài bướm đêm trong họ Crambidae.